# 善照寺砦
善照寺砦（ぜんしょうじとりで）は、愛知県名古屋市緑区鳴海町砦3にあった砦。織田信長が今川義元との戦いの際に鳴海城を囲むように築いた三砦の一つ。

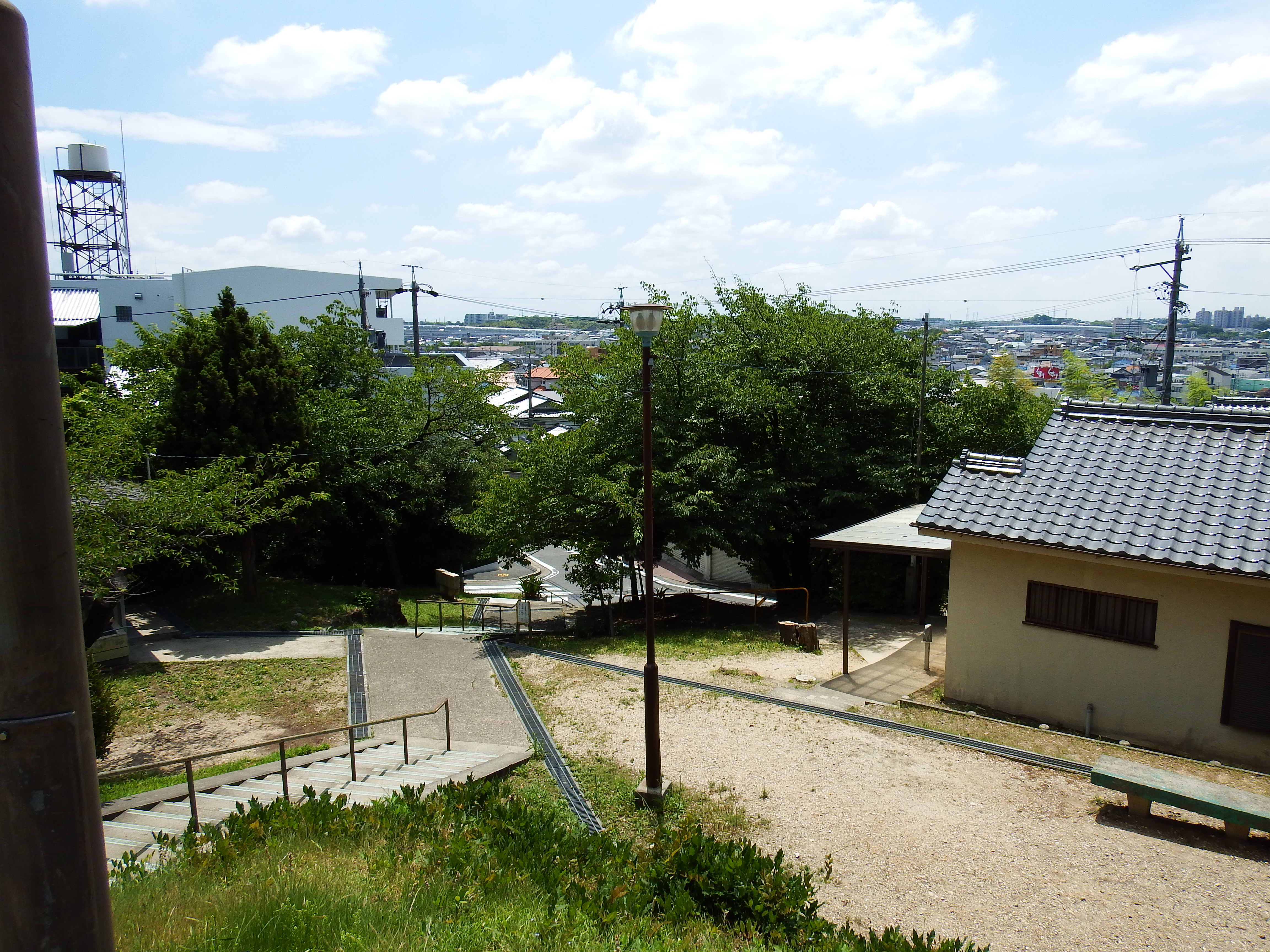
砦公園からの眺望

## 概要
1559年（永禄2年）の山口教継、教吉親子の切腹により、鳴海城は南の大高城とともに今川義元直属の支配下となった。織田信長はこれに対抗すべく、鳴海城を取り囲むように丹下砦、善照寺砦、中嶋砦の三砦を築き、さらに大高城との連絡を絶つべく、大高側に丸根砦、鷲津砦を築いた。善照寺砦には佐久間信盛、信辰兄弟が配置された。砦の建築は孤立した前線基地へ敵勢をおびき寄せる目的もあった。
善照寺砦には鳴海城の東に伸びた丘陵の東端にある寺跡が利用された。砦は一辺50メートルの堀と土塁を巡らせた館型であった。西の屋根続きに出入口があり、出入口南側の土塁は櫓台状になっていた。現在の城跡は善照寺砦公園として整備されているが遺構は直接確認できない。